# Aeródromo Ricardo García Posada
El Aeródromo Ricardo García Posada (antiguamente conocido como Aeródromo El Salvador Bajo) (OACI: SCES) es el aeródromo de la ciudad de El Salvador, Chile. 
Este aeródromo es de carácter público. El 24 de agosto de 2004 adquirió su nombre actual en honor a Ricardo García Posada, gerente de la Compañía de Cobre Salvador (Cobresal) entre 1971 y 1973, que fue detenido y ejecutado en el marco de la Caravana de la Muerte.

## Aerolíneas que mantienen operaciones
Aerovías DAP
- Antofagasta, Chile
- Coposa, Chile
- Santiago, Chile

## Aerolíneas que cesaron operaciones
- Sky Airline
  - Santiago, Chile (Finalizado en 2016)
- LAN Airlines
  - Antofagasta, Chile (Finalizado en 2013)
  - Copiapó, Chile (Finalizado en 2011)
  - Santiago, Chile (Finalizado en 2015)
- One Airlines
  - Santiago, Chile (Vuelo de Pasajeros 2013-2020)